# Trận Mollwitz
Trận Mollwitz là trận đánh lớn đầu tiên trong chiến tranh Schlesien lần thứ nhất và chiến tranh Kế vị Áo, diễn ra vào ngày 10 tháng 4 năm 1741 gần thị trấn Mollwitz thuộc tỉnh Schlesien, Áo (nay là Małujowice, Opolskie, Ba Lan). Tại đây hơn 2,1 vạn quân Phổ do vua Friedrich II và thống chế Kurt von Schwerin chỉ huy đã đánh tan gần 2 vạn quân Áo do thống chế Wilhelm von Neipperg chỉ huy. Kết quả trận đánh đã làm phá sản kế hoạch của Áo nhằm chiếm lại Schlesien sau khi người Phổ thôn tính phần lớn tỉnh này năm 1740.

## Bối cảnh
Năm 1740, hoàng đế La-Đức kiêm đại công tước Áo Karl VI chết. Con gái là Maria Theresia lên kế tục ở Áo, nước mạnh nhất trong đế quốc La-Đức. Bấy giờ ở mạn đông bắc Đức có nước Phổ đang quật khởi mạnh mẽ nhờ các chính sách hành chính, kinh tế, quân sự hiệu quả. Vua Phổ Friedrich II thấy Maria Theresia non kinh nghiệm và Áo cũng đang khủng hoảng trầm trọng do thất bại trong chiến tranh Kế vị Ba Lan (1733-35) và chiến tranh với đế quốc Ottoman (1737-39). Friedrich vì vậy mà sinh mưu đồ chiếm đoạt Schlesien, một tỉnh trù phú của Áo. Ngoài Phổ và Áo, các nước lớn khác của châu Âu có Nga đang vướng đấu đá cung đình, Anh thân Áo nhưng đang đánh với Tây Ban Nha từ năm 1739, còn Pháp là kẻ thù lâu năm của Áo, nên cục diện rất có lợi cho Phổ.
Ngày 16 tháng 12 năm 1740, Friedrich khởi 2,7 vạn binh từ Brandenburg tràn sang Schlesien, dẫn đến sự hình thành mặt trận Áo-Phổ trong chiến tranh Kế vị Áo. Bên Áo chỉ đặt 8 nghìn quân chống giữ. Chỉ sau 6 tuần chinh chiến, cuối tháng 1 năm 1741, quân Phổ thu phục hầu hết Schlesien, kể cả thủ phủ Breslau. Chỉ có một số pháo thành như Glogau và Neisse còn chống cự lại. Friedrich sai các đạo quân nhỏ bao vây 3 pháo đài này trong khi quân chủ lực Phổ trú đông trên đất Schlesien. Glogau thất thủ ngày 9 tháng 3, nhưng nữ vương Áo Maria Theresia kiên quyết không nhường Schlesien cho địch. Cuối tháng 3, Theresia sai thống chế Wilhelm von Neipperg chiêu tập binh mã tại Mähren đặng chuẩn bị phản công chiếm lại Schlesien.
Đầu tháng 4 năm 1741, nhân lúc phần lớn quân Phổ đang nghỉ đông, Neipperg dẫn quân vòng qua sườn phía tây của địch trên ranh giới Mähren-Schlesien và tiến đánh Neisse. Friedrich cùng thống chế Kurt von Schwerin điều quân từ ranh giới Mähren lên mạn bắc truy diệt quân Áo. Quân Phổ di chuyển theo một tuyến song song với đường hành quân của Neipperg. Ngày 5 tháng 4, quân đội Áo đã kịp thời chiếm lại Neisse. Từ Neisse, Neipperg lên kế hoạch tiến quân ra Brieg hòng chặt đứt tuyến liên lạc chính của Phổ từ Breslau vào Brandenburg, nhưng những trận bão tuyết dữ dội tại Schlesien đã làm giới hạn tầm nhìn và sức cơ động của quân đội hai bên trong vài ngày đầu tháng 4.

## Chuẩn bị chiến đấu

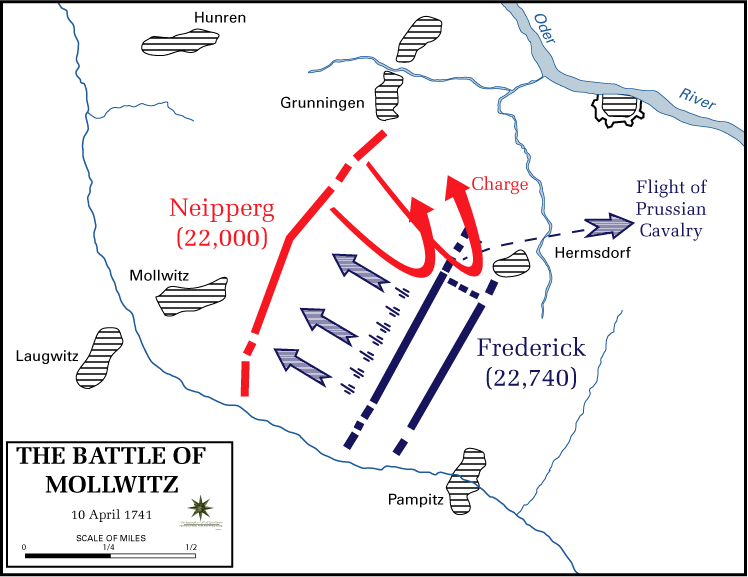
Bản đồ trận Mollwitz (10 tháng 4 năm 1741).

Đến ngày 10 tháng 4, trời quang trở lại và Friedrich tiếp tục hành quân. Đầu buổi trưa, các tá điền và hàng binh báo với ông ta rằng quân Áo đang đóng trại giữa các làng Mollwitz, Grüningen và Hürtnen gần Brieg. Mặc dù quân Áo hoàn toàn không phòng bị, Friedrich đã không chớp thời cơ để đột kích doanh trại địch trong hành tiến; thay vì đó, ông ta quyết định tấn công theo kiểu chính quy. Quân Phổ di chuyển đến cách Mollwitz 3 km, sau đó rẽ sang hướng nam rồi dàn thành hàng ngang giữa 2 làng Pamplitz (bên trái) và Hermsdorf (bên phải). Binh lực của Friedrich bao gồm 21.600 quân, với nòng cốt là 16.800 lính bộ binh được huấn luyện chu đáo. Tuy nhiên, toàn bộ quân Phổ đều không có kinh nghiệm thực chiến, và việc chuyển đội hình hành quân thành đội hình chiến đấu mất đến 90 phút mới hoàn thành. Không những thế, Friedrich đã nhồi nhết lực lượng trên một chính diện chỉ rộng chưa đầy 2 km, làm nhiều tiểu đoàn bộ binh không còn chỗ đứng trong đội hình trung đoàn của mình. Các tiểu đoàn này phải chen chúc vào các kẽ hở trong hàng ngũ kỵ binh cánh phải.
Những khó khăn của quân Phổ đã vô hình trung tạo thời gian cho quân Áo tổ chức chuẩn bị chiến đấu. Sau khi nhận tin về việc quân Phổ triển khai trận tuyến, Neipperg hạ lệnh lập đội hình chiến đấu song song với địch. Lực lượng của Neipperg bao gồm 19 nghìn quân (11 nghìn bộ binh và 8 nghìn kỵ binh), với chủ lực là 12 tiểu đoàn bộ binh và 11 trung đoàn kỵ binh từng tham gia chiến tranh Áo-Ottoman năm 1735-1739. Kỵ binh Áo là đội quân kỵ mã thiện chiến nhất châu Âu thời bất giờ, nhưng bộ binh Áo bị lép vế so với bộ binh Phổ về cả chất lượng lẫn quân số. Tương tự như quân Phổ, các tướng Áo cho bộ binh dàn trận theo hàng ngang và đặt kỵ binh yểm hộ hai bên sườn.

## Trận đánh

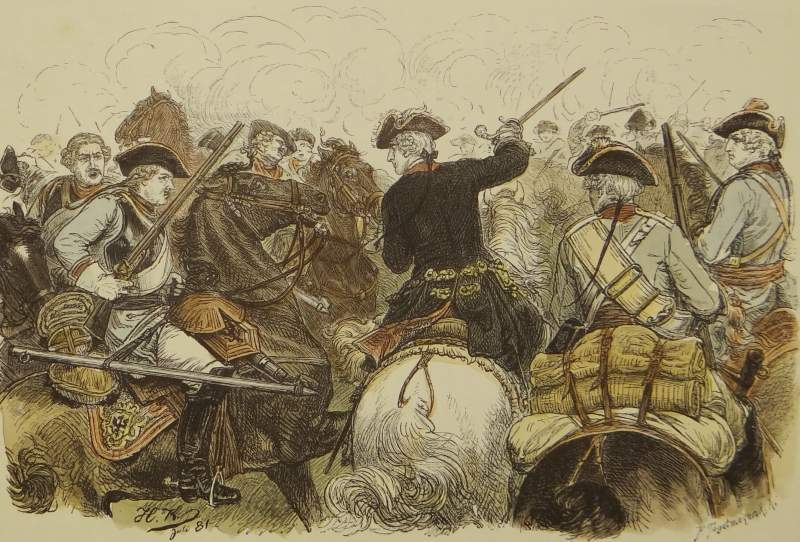
Friedrich II thúc kỵ binh đánh quân Áo trong trận Mollwitz. Tranh khắc gỗ của August Heinrich Ferdinand Tegetmeyer (1880).

Lúc 1 giờ 30 phút, quân đội Phổ đã hoàn tất triển khai đội hình chiến đấu. Friedrich phát lệnh cho lực lượng cánh phải vận động tiến công. Trong lúc bộ binh và kỵ binh Phổ di chuyển vào trận địa, pháo binh hạng nặng Phổ đã khai hỏa bắn phá đội hình quân Áo, gây thiệt hại lớn cho lực lượng kỵ binh cánh trái địch trên hướng đông bắc Mollwitz. Để hạn chế thương vong, tư lệnh kỵ binh cánh trái Áo Römer chủ động đem 4 nghìn thiết kỵ đánh thốc vào 2 nghìn kỵ binh cánh phải địch do tướng von Schulenberg chỉ huy. Schulenberg ra lệnh cho quân đứng yên đón đánh, chứ không xông ra nghênh chiến theo thông lệ của kỵ binh châu Âu thời đó. Khả năng phối hợp của các khối kỵ binh Phổ cũng bị hạn chế do đội hình của họ bị trộn lẫn với một số tiểu đoàn bộ binh. Kết quả là kỵ binh Áo nhanh chóng đánh tan Trung đoàn long kỵ số 3 và buộc toàn bộ kỵ binh cánh phải địch tháo chạy khỏi trận địa. Cả Römer lẫn Schulenberg đều chết tại trận. Friedrich phi ngựa lên trước hàng quân và động viên kỵ binh chấn chỉnh hàng ngũ, nhưng các nỗ lực của ông ta đều vô ích.
Sự tan vỡ của kỵ binh cánh phải Phổ đã làm cô lập các tiểu đoàn bộ binh Winterfeld và Bolstern vốn bị xen kẽ trong đội hình kỵ binh; tuy nhiên, những tiểu đoàn này vẫn đứng vững. Cùng với nhiều đơn vị bộ binh khác, 2 tiểu đoàn Winterfeld và Bolstern dần dần kìm hãm đà tiến công của kỵ binh Áo. Trong quá trình đó, bộ binh Phổ bắn loạn xạ vào bất kỳ đối tượng cưỡi ngựa nào trên khắp mọi hướng – kể cả Friedrich II. Cảm thấy bất an cho nhà vua, thống chế Kurt von Schwerin và một số tướng khác khuyên Friedrich nên rút khỏi chiến địa. Lúc 4 giờ, Friedrich cùng đoàn tùy tùng rút lui và giao lại toàn bộ quyền chỉ huy trận đánh cho Schwerin. Trong lúc đó, kỵ binh của Römer đã chịu nhiều tổn thất và rút về cánh trái để bảo toàn lực lượng. Neipperg triển khai bộ binh tấn công, nhưng bộ binh Áo di chuyển rất chậm chạp, tạo điều kiện cho bộ binh Phổ chỉnh đốn và sắp xếp lại hàng ngũ. Đến chiều, việc tái tổ chức đội hình chiến đấu của Phổ đã hoàn tất. Schwerin hạ lệnh cho bộ binh tiến công trên toàn tuyến. Dưới sự yểm trợ hiệu quả của pháo binh, bộ binh Phổ đã tiến đến cách đội hình địch chừng 100 bước, sau đó giao đấu hỏa lực với bộ binh Áo. Do có trang bị thông nòng sắt và được huấn luyện bài bản, một binh sĩ Phổ có thể nạp đạn và bắn 5 phát trong 1 phút; trái lại, bộ binh Áo sử dụng thông nòng gỗ và được huấn luyện kém nên chỉ bắn được 2 phát trong khoảng thời gian tương tự. Những điểm mạnh này đã giúp bộ binh Phổ đánh bại bộ binh Áo. Khi thấy bộ binh của mình có dấu hiệu tan vỡ, Neipperg tung kỵ binh cánh phải phản kích nhưng cũng bị bộ binh Phổ bắn tan tác. Trận đánh chấm dứt vào buổi tối khi toàn bộ lực lượng Áo tháo chạy khỏi trận địa.

## Kết cuộc
Trận Mollwitz là cuộc đụng độ lớn đầu tiên giữa quân đội Phổ và Áo trong hàng loạt cuộc chiến từ năm 1740 đến năm 1866. Đây cũng là trận đánh đầu tiên trong suốt sự nghiệp của nhà vua nước Phổ Friedrich II Đại Đế. Trong trận chiến này, quân Phổ thiệt hại 4.850 người trong khi con số này bên phía Áo là 4.550 người. Mặc dù thương vong của quân Áo có phần thấp hơn, nhưng Phổ mới là nước giành được chiến thắng. Chỉ vài ngày sau chiến thắng tại Mollwitz, trong doanh trại của ông, nhà vua sáng tác bản "Hành khúc Mollwitz" (Mollwitzer-Marsch) để kỷ niệm chiến thắng đầu tiên của ông. Kết quả của trận Mollwitz đã cho thấy sự thiếu tổ chức và kỷ luật của quân đội Áo, đồng thời khẳng định thành quả của các vua nhà Hohenzollern trong việc phát triển bộ binh Phổ thành một trong những đội quân tinh nhuệ nhất châu Âu cuối thế kỷ 17 – đầu thế kỷ 18. Mức độ kỷ cương và sức mạnh hỏa lực của họ hơn hẳn đối thủ, họ liên tiếp đánh lui những cuộc tấn công của lực lượng Kỵ binh Áo. Một tù binh Áo trong trận đánh này phải gọi lực lượng bộ binh tinh nhuệ Phổ là "những bức tường biết đi". Tuy nhiên, trận đánh cũng bộc lộ sự yếu kém của binh chủng kỵ binh Phổ so với kỵ binh các nước lân bang: kỵ binh Phổ đã nhanh chóng bị kỵ binh Áo đánh tan và ngay cả sau khi bộ binh của Schwerin chuyển bại thành thắng, kỵ binh Phổ vẫn không thể tổ chức truy kích bại binh. Chính vì vậy, Friedrich đã đầu tư nhiều thời gian và công sức để cải cách, cải thiện lực lượng kỵ binh của mình trong những năm 1740–1742.
Thất bại tại Mollwitz đã đặt dấu chấm hết cho chiến dịch phản công của quân Áo vào Schlesien đầu năm 1740. Mặc khác, kết quả trận đánh không đủ sức thuyết phục đại công nương Áo chấp nhận mất Schlesien về tay Friedrich. Quân Phổ đã thấm mệt đến mức sau trận đánh, Friedrich cho quân nghỉ ngơi và chỉnh đốn hàng ngũ, chứ chưa vội tấn công giành lại Neisse và các vùng đất mất về tay Neipperg đầu năm 1741. Bên cạnh đó, chiến thắng của người Phổ ở Mollwitz đã cổ vũ các nước Pháp và Bayern liên kết với Phổ xâu xé lãnh thổ đế quốc Áo, tạo nền tảng thuận lợi cho Phổ duy trì cuộc chiến cho đến khi người Áo phải đặt bút ký Hòa ước Breslau năm 1742.
Chiến thắng tại Mollwitz đã nâng cao sự huy hoàng và uy thế của vua Friedrich II Đại Đế. Mặc dù ông đã giành chiến thắng nhưng trận đánh tại Mollwitz không quyết định được cuộc chiến. Chiến thắng tại Mollwitz đã nâng cao sự huy hoàng, mang lại lợi thế chính trị cho nhà vua Phổ khiến nước Pháp chấp nhận liên minh với ông. Một năm sau, ông tiếp tục đè bẹp quân Áo trong trận đánh tại Chotusitz (1742). Cả hai trận đánh này đều có những điểm tương đồng khi mà lực lượng bộ binh của nhà vua đã cứu thoát ông khỏi hậu quả của những tính toán sai lầm của mình. Sau này, với chiến thắng của ông tại Leuthen (1757), tên tuổi của Friedrich II Đại Đế gắn liền với chiến thuật "đánh dọc sườn" (oblique order). Và trong khi giữa các nhà sử học không có sự thống nhất về câu trả lời của câu hỏi: "Nhà vua đã sử dụng chiến thuật đánh dọc sườn từ khi nào?" thì Otto Herrmann cho rằng ông đã tiến hành đánh dọc sườn kể từ hai trận thắng đầu tiên tại Mollwitz và Chotusitz.